# Auradou
Pour les articles homonymes, voir Auradou (homonymie).
Auradou est une commune du Sud-Ouest de la France, située dans le département de Lot-et-Garonne (région Nouvelle-Aquitaine).

## Géographie

### Localisation
La commune est située sur la Tancanne.

### Communes limitrophes
Les communes limitrophes sont  Frespech, Hautefage-la-Tour, Massoulès et Penne-d'Agenais.
|                   | Penne-d'Agenais |           |
| Hautefage-la-Tour | Auradou         | Massoulès |
|                   | Frespech        |           |

### Climat
Pour des articles plus généraux, voir Climat de la Nouvelle-Aquitaine et Climat de Lot-et-Garonne.
Historiquement, la commune est exposée à un climat océanique aquitain.  
En 2020, Météo-France publie une typologie des climats de la France métropolitaine dans laquelle la commune est exposée à un climat océanique altéré et est dans la région climatique Aquitaine, Gascogne, caractérisée par une pluviométrie abondante au printemps, modérée en automne, un faible ensoleillement au printemps, un été chaud (19,5 °C), des vents faibles, des brouillards fréquents en automne et en hiver et des orages fréquents en été (15 à 20 jours).
Pour la période 1971-2000, la température annuelle moyenne est de 13,2 °C, avec une amplitude thermique annuelle de 14,9 °C. Le cumul annuel moyen de précipitations est de 830 mm, avec 10,7 jours de précipitations en janvier et 6,8 jours en juillet. Pour la période 1991-2020, la température moyenne annuelle observée sur la station météorologique la plus proche, située sur la commune de Laroque-Timbaut à 7 km à vol d'oiseau, est de 14,0 °C et le cumul annuel moyen de précipitations est de 821,7 mm,. Pour l'avenir, les paramètres climatiques de la commune estimés pour 2050 selon différents scénarios d’émission de gaz à effet de serre sont consultables sur un site dédié publié par Météo-France en novembre 2022.

## Urbanisme

### Typologie
Au 1er janvier 2024, Auradou est catégorisée commune rurale à habitat très dispersé, selon la nouvelle grille communale de densité à sept niveaux définie par l'Insee en 2022.
Elle est située hors unité urbaine. Par ailleurs la commune fait partie de l'aire d'attraction de Villeneuve-sur-Lot, dont elle est une commune de la couronne,. Cette aire, qui regroupe 34 communes, est catégorisée dans les aires de 50 000 à moins de 200 000 habitants,.

### Occupation des sols

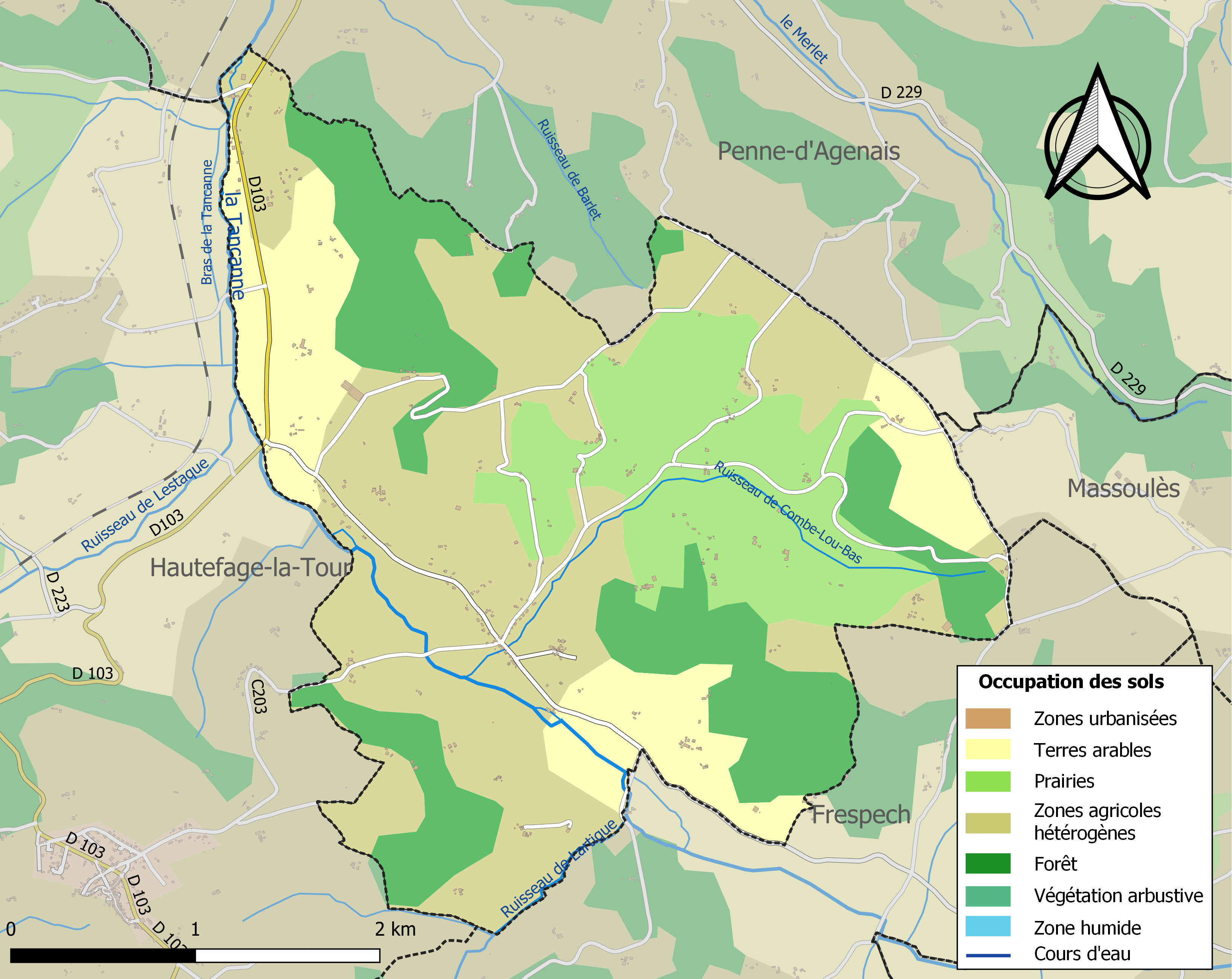
Carte des infrastructures et de l'occupation des sols de la commune en 2018 (CLC).

L'occupation des sols de la commune, telle qu'elle ressort de la base de données européenne d’occupation biophysique des sols Corine Land Cover (CLC), est marquée par l'importance des territoires agricoles (77,6 % en 2018), une proportion identique à celle de 1990 (77,6 %). La répartition détaillée en 2018 est la suivante : 
zones agricoles hétérogènes (41,2 %), forêts (22,4 %), prairies (19,6 %), terres arables (13,9 %), cultures permanentes (2,8 %). L'évolution de l’occupation des sols de la commune et de ses infrastructures peut être observée sur les différentes représentations cartographiques du territoire : la carte de Cassini (XVIIIe siècle), la carte d'état-major (1820-1866) et les cartes ou photos aériennes de l'IGN pour la période actuelle (1950 à aujourd'hui).

### Risques majeurs
Le territoire de la commune d'Auradou est vulnérable à différents aléas naturels : météorologiques (tempête, orage, neige, grand froid, canicule ou sécheresse), inondations, mouvements de terrains et séisme (sismicité très faible). Un site publié par le BRGM permet d'évaluer simplement et rapidement les risques d'un bien localisé soit par son adresse soit par le numéro de sa parcelle.
Certaines parties du territoire communal sont susceptibles d’être affectées par le risque d’inondation par une crue à  débordement lent de cours d'eau, notamment la Tancanne . La commune a été reconnue en état de catastrophe naturelle au titre des dommages causés par les inondations et coulées de boue survenues en 1982, 1993, 1999, 2000, 2007, 2009 et 2021,.
Les mouvements de terrains susceptibles de se produire sur la commune sont des tassements différentiels.

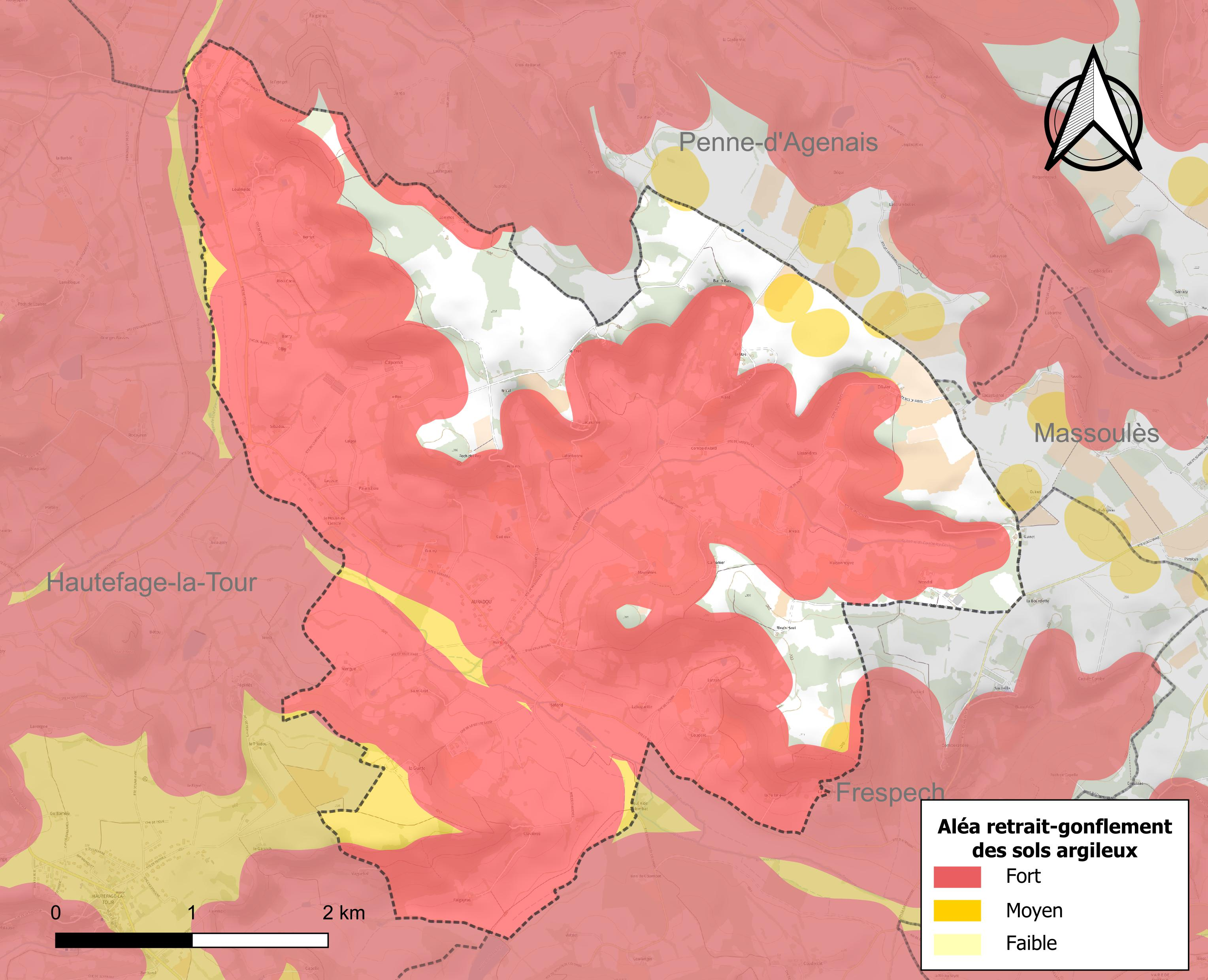
Carte des zones d'aléa retrait-gonflement des sols argileux d'Auradou.

Le retrait-gonflement des sols argileux est susceptible d'engendrer des dommages importants aux bâtiments en cas d’alternance de périodes de sécheresse et de pluie. 80,4 % de la superficie communale est en aléa moyen ou fort (91,8 % au niveau départemental et 48,5 % au niveau national). Depuis le 1er octobre 2020, en application de la loi ELAN, différentes contraintes s'imposent aux vendeurs, maîtres d'ouvrages ou constructeurs de biens situés dans une zone classée en aléa moyen ou fort,.
Concernant les mouvements de terrains, la commune a été reconnue en état de catastrophe naturelle au titre des dommages causés par la sécheresse en 2003, 2005, 2006 et 2011 et par des mouvements de terrain en 1999.

## Toponymie
Le nom original occitan de la commune Aurador vient du latin oratorium (oratoire). Auradou est une transcription en français qui ne restitue pas la prononciation [awra'ðu].

## Histoire
Il existait un très ancien oratoire dédié à saint Martin qui a donné son nom à la commune.

## Politique et administration
| Période                                  | Période   | Identité              | Étiquette | Qualité            |
| ---------------------------------------- | --------- | --------------------- | --------- | ------------------ |
| Les données manquantes sont à compléter. |           |                       |           |                    |
|                                          |           |                       |           |                    |
| avant 1995                               | ?         | Élian Cassand         |           |                    |
| 23 mars 2001                             | mars 2014 | Josette Durfort-Viel  | DVD       | Gérante de société |
| mars 2014                                | mai 2020  | Georges Lagrèze       |           |                    |
| mai 2020                                 | En cours  | Séverine Bouchez Rézé |           |                    |

## Démographie
L'évolution du nombre d'habitants est connue à travers les recensements de la population effectués dans la commune depuis 1800. Pour les communes de moins de 10 000 habitants, une enquête de recensement portant sur toute la population est réalisée tous les cinq ans, les populations de référence des années intermédiaires étant quant à elles estimées par interpolation ou extrapolation. Pour la commune, le premier recensement exhaustif entrant dans le cadre du nouveau dispositif a été réalisé en 2008.

En 2022, la commune comptait 419 habitants, en évolution de +9,4 % par rapport à 2016 (Lot-et-Garonne : −0,18 %, France hors Mayotte : +2,11 %).
| 1800 | 1806 | 1821 | 1831 | 1836 | 1841 | 1846 | 1851 | 1856 |
| ---- | ---- | ---- | ---- | ---- | ---- | ---- | ---- | ---- |
| 614  | 657  | 602  | 598  | 610  | 641  | 602  | 502  | 480  |

| 1861 | 1866 | 1872 | 1876 | 1881 | 1886 | 1891 | 1896 | 1901 |
| ---- | ---- | ---- | ---- | ---- | ---- | ---- | ---- | ---- |
| 480  | 481  | 421  | 410  | 358  | 387  | 375  | 352  | 363  |

| 1906 | 1911 | 1921 | 1926 | 1931 | 1936 | 1946 | 1954 | 1962 |
| ---- | ---- | ---- | ---- | ---- | ---- | ---- | ---- | ---- |
| 349  | 332  | 287  | 293  | 321  | 321  | 304  | 287  | 238  |

| 1968 | 1975 | 1982 | 1990 | 1999 | 2006 | 2008 | 2013 | 2018 |
| ---- | ---- | ---- | ---- | ---- | ---- | ---- | ---- | ---- |
| 227  | 220  | 256  | 311  | 258  | 342  | 360  | 382  | 410  |

| 2022 | - | - | - | - | - | - | - | - |
| ---- | - | - | - | - | - | - | - | - |
| 419  | - | - | - | - | - | - | - | - |

## Culture locale et patrimoine

### Lieux et monuments

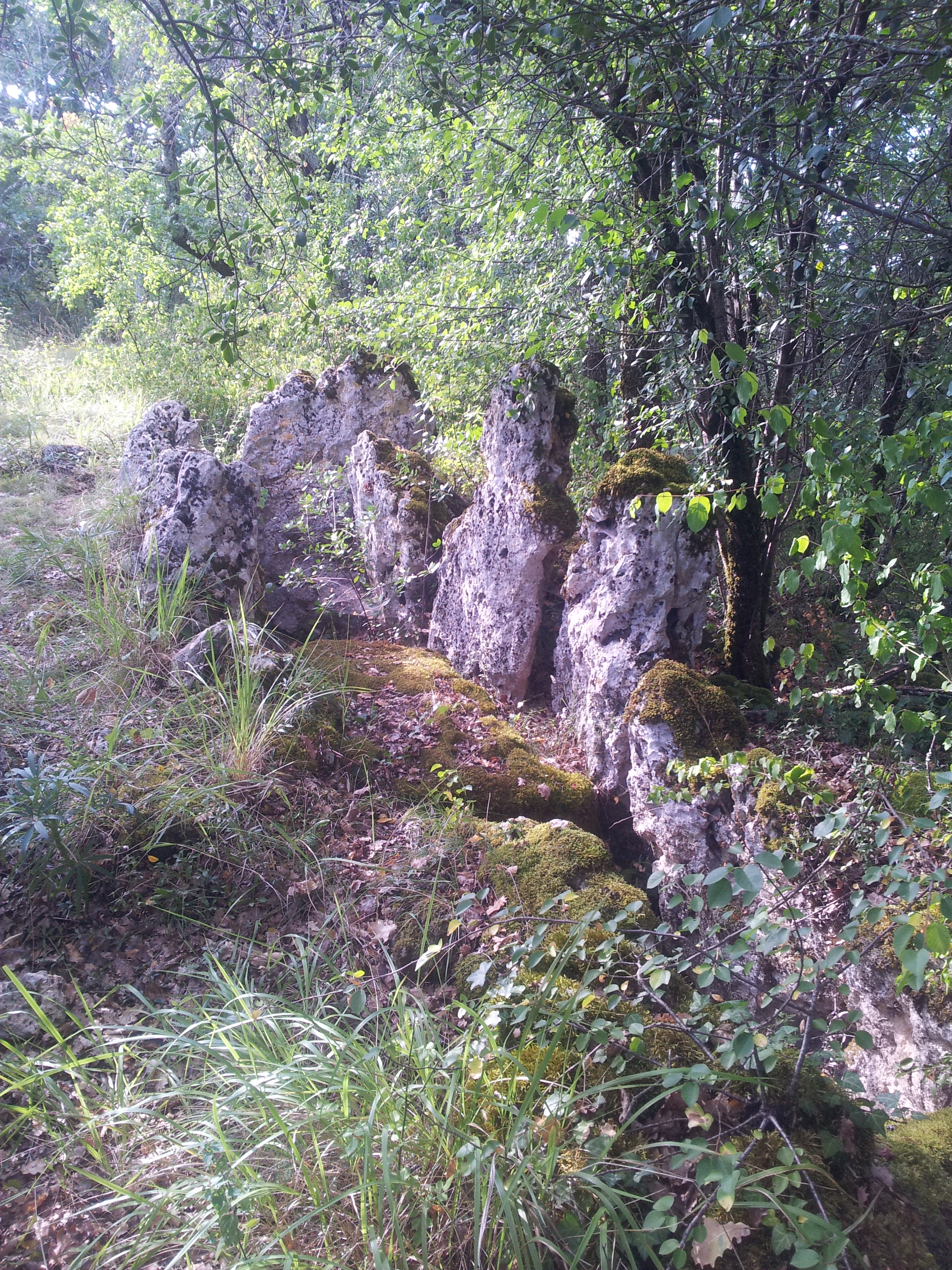
Allée funéraire de Grézac ou Tombeau des Anglais

- Allée funéraire de Grézac ou Tombeau des AnglaisAllées funéraires de Grézac (ou Tombeau des Anglais)
- Église Saint-Martin d'Auradou. Elle est inscrite à l'Inventaire général du patrimoine culturel[25].

### Héraldique
| Blason de Auradou | Blason  | De sinople au chevron d'or accompagné en pointe d'une burele ondée d'argent; au chef cousu de gueules chargé d'une épée d'argent garnie d'or, posée en fasce la pointe vers senestre. Devise"De la discussion jaillit la lumière" |
| Blason de Auradou | Détails | Le statut officiel du blason reste à déterminer. |